# Acronicta revellata
Acronicta revellata är en fjärilsart som beskrevs av Smith 1897. Acronicta revellata ingår i släktet Acronicta och familjen nattflyn. Inga underarter finns listade i Catalogue of Life.